# Gerhard Koch (Politiker, 1906)
Gerhard Koch (* 22. August 1906 in Holtrup; † 22. Januar 1983 in Bielefeld) war ein deutscher Jurist in der Finanzverwaltung. Für die Sozialdemokratische Partei Deutschlands war er Parlamentarier in der Kommunal-, Landes-, Bundes- und Europapolitik.

## Leben
Nach dem Abitur am Realgymnasium studierte Koch Rechts- und Staatswissenschaften an der Eberhard-Karls-Universität Tübingen. 1926 wurde er Mitglied des Corps Borussia Tübingen. Er legte 1928 das erste juristische Staatsexamen ab und war als Gerichtsreferendar tätig. Er promovierte 1929 zum Dr. iur. 1932 bestand er die Assessorprüfung. Anschließend arbeitete er in der Finanzverwaltung, zuletzt als Oberregierungsrat an einem Finanzamt. Zum 1. Mai 1937 trat er der NSDAP bei (Mitgliedsnummer 6.096.339). Von 1939 bis 1945 nahm er als Soldat am Zweiten Weltkrieg teil.
Koch schloss sich der SPD an und war Vorsitzender des SPD-Kreisverbands Bielefeld. 1952 wurde er Ratsmitglied der Stadt Bielefeld. Von 1954 bis 1961 war er Mitglied des Landtags Nordrhein-Westfalen. Nach der Bundestagswahl 1961 vertrat er den Bundestagswahlkreis Bielefeld bis 1972 im Deutschen Bundestag. Außerdem war er von 1970 bis 1973 Mitglied des Europaparlaments.

## Ehrungen
- 1972: Großes Verdienstkreuz der Bundesrepublik Deutschland